# Duitse militaire begraafplaats in Dahnen
De Duitse militaire begraafplaats in Dahnen is een militaire begraafplaats in Rijnland-Palts, Duitsland. Op de begraafplaats liggen omgekomen Duitse militairen uit de Tweede Wereldoorlog.

## Begraafplaats
Op de begraafplaats rusten 62 Duitse militairen. De meeste slachtoffers kwamen tijdens de laatste fase van de Tweede Wereldoorlog om het leven. Het gebied rond Dahnen lag enige tijd in de frontlinie.